# Джовани ди Козимо де Медичи
Вижте пояснителната страница за други личности с името Джовани де Медичи.
Джовàни ди Кòзимо де Мèдичи (на италиански: Giovanni di Cosimo de’ Medici; * 3 юни 1421, Флоренция, Флорентинска република; † 1 ноември 1463, пак там) е италиански банкер и меценат. Поради своята жива интелигентност и подчертана склонност към изкуството би могъл да се счита за предшественик на Лоренцо Великолепни, негов племенник.

## Произход
Той е по-малък син на Козимо де Медичи Стария (1389 – 1464), политик и банкер, първият господар де факто на Флоренция, и на съпругата му Контесина де Барди (1390 – 1473). Дядо му по бащина линия е Джовани ди Бичи де Медичи, първият виден представител на централния клон на семейство Медичи, а баба му – Пикарда Буери, представителка на древен род от Флоренция. Дядо му по майчина линия е Джовани де Барди, граф на Вернио, писател, композитор, литературен критик, а баба му – Емилия Панокиески от графовете на Елчи. Има един брат:
- Пиеро Подагрения (1416 – 1469), де факто владетел на Флоренция (1464 – 1469), съпруг на Лукреция Торнабуони и баща на Лоренцо Великолепни и Джулиано де Медичи

Има и един полубрат, Карло, видно религиозно лице.

## Биография

### Ранни години
Роден е в стария дом на Медичите на ул. „Ларга“ във Флоренция. За разлика от брат си Пиеро, болен от подагра, Джовани се радва на добро здраве. Поради това баща му го вижда като свой най-вероятен наследник в политиката и семейния бизнес, макар че е склонен към удоволствията от живота, интелектуална абстракция и безделие, което не се одобрява от суровия му баща.
Хуманистичното му образование е на високо ниво и сред интересите му особено се откроява този към музиката. Козимо Старият се погрижва синовете му да получат добро образование по свободни изкуства. Според Андреа Аламани, автор на надгробна реч, написана по повод смъртта му, Джовани още от детството си проявява особено усърдие в изучаването на латински език. Неговите учители – хуманистите Карло Марсупини и Антонио Пачини успяват да му внушат любов към античната култура и изкуство.
Предназначен от баща му от дете да му помага в управлението на огромната финансова и търговска империя на Медичите, през 1426 г., на 5-годишна възраст, Джовани става член на Изкуството на обмяната – една от седемте занаятчийски корпорации във Флоренция. През септември 1433 г. следва семейството си, пратено на изгнание във Венеция. През 1434 г. се завръща във Флоренция. През 1435 г. става член и на Изкуството на вълната.
През 1438 г. Джовани е един от собствениците на текстилен магазин в родния си град. През март – юли същата година ръководи клона на Банката на Медичите във Ферара. Някои негови писма описват яркия профил на младия мъж, който не желае да се занимава с бизнеса. Когато Джовани обявява, че е отегчен от престоя си във Ферара, майка му го призова да помисли, че му се предлага възможност да научи нещо, но той отказва. Смъмрен е от своя учител Джовани Каферечи, клиент и фактотум на баща му Козимо: той трябва да остане в магазина, за да научи добре занаята, защото не може да направи нищо по-полезно, за да удовлетвори баща си. Недоволството на младежа е продиктувано и от завистта към брат му Пиеро, на когото баща им вместо това възлага представителни задължения, които му позволяват да посещава често залите на Курията и да има парични средства. В тази връзка Каферечи се опитва да утеши Джовани с това, че когато порасне, той също може да харчи парите както си иска и още повече от брат си, защото се е научил да ги печели.
Джовани колекционира книги с произведения на древноримските и старогръцките автори на латински език. За него работят писарите и библиотекарите Веспасиано да Бистичи и Герардо дел Чириаджо. В Рим, чрез посредничеството на служители от клона на Банката на Медичите и на полубрат му Карло де Медичи – апостолически протонотарий, той придобива множество антични скулптури и медали. Неговото меценатство е търсено от много учени. Приятелите на Джовани включват учените хуманисти Донато Ачайоли, Джаноцо Манети, Аламано Ринучини и Франческо да Кастильоне. Той помага на Кастильоне през 1446 г. да заеме Катедрата по старогръцки език във Флорентинския университет. Франческо Филелфо и Марсилио Фичино му предлагат услугите си.
През 1447 г. си сътрудничи с Флорентинския студиум – градския университет. През 1454 г. е избран за приор, а година по-късно е част от делегацията от посланици, изпратена в Рим, за да поздравят новия папа Каликст III. Също през 1455 г. става генерален управител на Банката на Медичите, но баща му е разочарован от управлението му и изпраща в негова помощ Франческо Сасети.
Интересът към науката не попречва на Джовани да се забавлява. Той често посещава термите в Петриоло близо до Сиена, където ходи ежегодно, за да се лекува, и устройва пиршества с приятели. Сред сънародниците си се слави като експерт по организирането на празнични събития. На 6 януари 1447 г. градските власти му поверяват подготовката на тържествата по случай празника на Тримата влъхви. Преди Великия пост през 1447 г. той участва и печели турнир по стрелба.
Приятелите на Джовани включват много поети и музиканти. Доменико Буркиело и Франческо д’Алтобианко Алберти пишат стихове в негова чест. През 1449 г. Фео Белкари му посвещава „Светото представяне на Авраам и неговия син Исаак“. По предложение на Джовани катедралният органист Антонио Скварчалупи пише музика по стиховете на поета Росело Росели. Самият той също посвещава стихове на приятели и свири на няколко музикални инструмента. През 1455 г. известният фламандски композитор Гийом Дюфе изпраща на Джовани и на брат му Пиеро свои песни по стихове на френски поети.

### Брак
През декември 1451 г. семействата Медичи и Алесандри сключват брачен договор, предвиждащ брака на 30-годишния Джовани с Джиневра, дъщеря на флорентинския благородник Николо дели Алесандри. По този повод на един от площадите на Флоренция се извиват танци. Брачният съюз между семействата е резултат от благодарността на Козимо Стари за подкрепата, оказана му от Николо дели Алесандри по време на прогонването на Медичите от Флоренция през 1433 г. Официалната брачна церемония се състои на 14 май 1452 г., а според друга версия – 20 януари 1453 г. Някои историци на изкуството смятат, че Олтарно изображение „Алесандри“ (Pala Alessandri) от Филипо Липи е подарък на младоженците от роднините на булката.
През 1454 г. двойката има син, който става единственото им дете. Момчето е кръстено на дядо си Козимо по бащина линия, но вкъщи всички го наричат Козимино, тоест Малкия Козимо. 8-годишното дете умира през ноември 1459 г. Джовани е много разстроен от смъртта му. Писмени съболезнования във връзка със сполетялата го загуба изразява старият му приятел, херцогът на Урбино Федерико да Монтефелтро, както и миланският херцог Галеацо Мария Сфорца, който се среща с него и сина му по време на посещение си във Флоренция малко преди тъжното събитие.

### Банкер, политик и меценат
По въпросите на политиката Джовани винаги е бил на страната на баща си. През октомври 1441 г. в Кремона той представлява Флоренция на сватбата на Франческо I Сфорца и Бианка Мария Висконти. През февруари-май 1445 г. работи в клона на Банката на Медичите в Рим. През това време той успява да посети Акуила и Неапол. В началото на 1450 г. той отново е в Рим, този път със задачата да помогне за издигането на статута на неговия полубрат-свещеник Карло де Медичи на Светия престол и да разбере отношението на папа Николай V към идеята на Франческо Сфорца да стане херцог на Милано; последният използва услугите на Банката на Медичи.
През януари-февруари 1454 г. Джовани е приор за първи и последен път. През 1455 г. той е включен в числото на кандидатите на Гонфалониера на правосъдието, но не е избран. Освен това той често присъства на събрания на знатните граждани, които се привикват от ръководството на Флорентинската република за вземане на важни решения.
През май-юни 1455 г. Джовани посещава Рим като част от флорентинските посланици. Новият папа Каликст III приема флорентинците, които го поздравяват за възкачването на престола, но отказва да даде статут на кардинал на техния архиепископ Антонино Пиероци. Джовани донася антична мраморна глава от Рим във Флоренция.
През август същата година той отива в Милано при херцога на Милано Франческо Сфорца, който дава земя за изграждането на клон на Банката на Медичите в Милано. Джовани ръководи строителството на сградата, която е издигната по проект на архитект Микелоцо. На 20 септември 1455 г. той се завръща във Флоренция и веднага е изпратен от ръководството на Републиката на дипломатическа мисия в Порто Пизано, където на среща с папския легат Пиер дьо Фоа трябва да изясни въпроса за участието на Флоренция в нов кръстоносен поход срещу османците. През същата 1455 г. Козимо Стари поставя Джовани начело на Банката на Медичите след смъртта на генералния директтор Джовани Бенчи, но недоволен от начина, по който синът му управлява семейния бизнес, през 1463 г. назначава Франческо Сасети за негов помощник. Тази нови отговорност отдалечава Джовани все повече от активния политически живот, в който през следващите години той участва рядко и неофициално.
Към 1457 г. Медичите се преместват от стария си дом в новия дворец. Джовани и семейството му заемат залите на приземния етаж. Още през 1453 г. за новите апартаменти той поръчва шест гоблена в Лил, изобразяващи сцени от поемата „Триумфи“ на Франческо Петрарка. Други гоблени, поръчани от него през 1459 г., са откраднати на пристанището в Лондон, докато са превозвани до Флоренция. В Брюге той закупува два големи гоблена. През 1453 г. Джовани поръчва за кабинета си вероятно на скулптора Дезидерио да Сетиняно дванадесет бюста на древноримски императори, а за апартамента си поръчва на скулптора Мино да Фиезоле собствения си мраморен бюст, като и двете творби са вдъхновени от античното изкуство. Джовани украсява кабинета си с барелефи. Има и мраморно бюро от Донатело. Стените на залите на двореца са украсени с картини на Доменико Венециано, Филипо Липи и Пезелино.
Художествен консултант за другите италиански дворове, Джовани вероятно препоръчва Пиеро дела Франческа и Филипо Липи на Сиджизмондо Малатеста за украсата на Храм „Малатеста“ (1449 г.).
През 1457 г., като подарък на неаполитанския крал Алфонсо I, той поръчва триптих на Филипо Липи. Липи е повикан отново да изрисува олтара на малкия параклис на двореца, изписан през 1459 г. от Беноцо Гоцоли. На тези фрески Джовани се появява на първия ред след влъхвите, между баща си Козимо и брат си Пиеро, но леко изместен назад и значително с античен стил.
Джовани е страстен колекционер на скулптури, монети, ръкописи, скъпоценни камъни, музикални инструменти и др. Любител на Древен Рим, той поръчва произведения, вдъхновени от древните мрамори, но актуализирани според съвременния вкус, за което той е смятан за един от вдъхновителите на ренесансовото изкуство.
В духа на преоткриването на Античността той кара да построят Вилата на Медичите във Фиезоле. По поръчка на Джовани архитектът Микелоцо подготвя проект за двуетажна вила. За място на изграждането ѝ е избрано подножието на хълма във Фиезоле. Работата по изграждането на имението продължава от 1453 до 1459 г. Освен автора на проекта в строителството участват инженерите Лоренцо да Фредиано и Антонио Манети. Имотният комплекс включва основната сграда, терасовидна градина и стопански постройки. Вилата е снабдена с библиотека и музикален салон с колекция от музикални инструменти и партитури. За градината Джовани лично донася екзотични овощни дръвчета и растения от Неапол. Той построява вила като място за отдих, а не като ферма, каквито са другите селски къщи на семейство Медичи по онова време. По време на строежа на вилата Джовани плаща и ремонта на близкия манастир и църквата Св. Йероним. Вилата се счита за първия пример за ренесансова вила, създадена на панорамна позиция, следвайки описанията на древните крайградски вили, описани от Плиний Млади.
Важна е и колекцията му от музикални инструменти, за които той съхранява специални помещения във Вилата на Фиезоле. Сред неговите приятели музиканти са Антонио Скуарчалупи и Гулиелмо ди Дуфи, кантор на Кентърбъри, а сред писателите са Леонардо Дати, Франческо д'Алтобианко Алберти, Лудовико Менфреди, Фео Белкари, Пиеро Ричи и Буркиело. Буркиело е най-великият представител на игривата поезия във Флоренция, който, въпреки че пише няколко хапливи критики срещу Медичите, често придружава Джовани по време на летните му престои в термите близо до Сиена.

### Смърт
Джовани по волята на баща си Козимо Стари би трябвало да го наследи, но умира на 42-годишна възраст през 1463 г., година преди него. Смъртта му, вероятно причинена от наследствени заболявания, отслабили главния клон на Медичите, е посочена като резултат от живот, посветен на удоволствията и любовта. На 25 септември 1463 г. той се разболява тежко и получава инсулт. Джовани моли херцога на Милано да изпрати при него своя личен лекар Бенедето Регардати, но умира на 1 ноември в новия дворец на Медичите на ул. „Ларга“. Преди смъртта си той поисква имуществото му в Марема и Фучекио да бъде прехвърлено на сиропиталище за бедни момичета, в което те да бъдат обучавани на занаятчийски умения. Наследството се пада на болнавия му брат Пиеро Подагрения. Въпреки че е причинил много грижи на баща си Козимо заради поведението си, баща му скърби горчиво за неговата кончина: от една страна, защото владетелят възлага всичките си надежди за наследството на него, а от друга – поради популярността на Джовани в града. Според Николо Макиавели, носен от слугите около новия дворец, е който построил, Козимо непрекъснато повтаря: „Това е твърде голяма къща за такова малко семейство“.
Джовани е погребан в базиликата „Сан Лоренцо“ във Флоренция. През 1472 г. Лоренцо и Джулиано де Медичи, племенниците на починалия, го препогребват, този път до тленните останки на техния баща Пиеро Подагрения в Старата сакристия. Надгробната плоча за гроба му е поръчана на Андреа дел Верокио.

## Брак и семейство
∞ 20 януари 1453 за Джиневра дели Алесандри († сл. 2 август 1478), дъщеря на Николò дели Алесандри, от която има един син:
- Козимо де Медичи, нар. Козимино (* 1451, † 17 или 18 ноември 1459).

Има още двама, вероятно извънбрачни синове:
- Франческо де Медичи († като бебе)
- Джовани де Медичи († като бебе)